# Landtagswahlkreis Hansestadt Rostock I
Der Landtagswahlkreis Hansestadt Rostock I (bis 2015 Rostock I) ist ein Landtagswahlkreis in Mecklenburg-Vorpommern. Er ist umfasst von der Hansestadt Rostock die Ortsteile Seebad Warnemünde, Markgrafenheide, Hohe Düne, Diedrichshagen, Lichtenhagen, Groß Klein und Schmarl.

## Wahl 2021
Bei der Landtagswahl in Mecklenburg-Vorpommern 2021 gab es in diesem Wahlkreis folgendes Ergebnis:
| Partei               | Direktkandidat           | Erststimmen      | Zweitstimmen     |
| -------------------- | ------------------------ | ---------------- | ---------------- |
| SPD                  | Ralf Mucha               | 37,4 %           | 43,1 %           |
| AfD                  | Helmut Schulz            | 15,8 %           | 14,1 %           |
| CDU                  | Chris Günther            | 11,7 %           | 9,5 %            |
| Die LINKE            | Carsten Penzlin          | 14,9 %           | 12,6 %           |
| GRÜNE                | Harald Terpe             | 9,3 %            | 6,9 %            |
| FDP                  | Barbara Becker-Hornickel | 5,5 %            | 5,3 %            |
| NPD                  | –                        | –                | 0,7 %            |
| Tierschutzpartei     | –                        | –                | 1,9 %            |
| Freier Horizont      | –                        | –                | 0,1 %            |
| Die PARTEI           | –                        | –                | 1,0 %            |
| FREIE WÄHLER MV      | Manuela Semder           | 2,5 %            | 1,1 %            |
| PIRATEN              | –                        | –                | 0,4 %            |
| LKR                  | –                        | –                | 0,0 %            |
| DKP                  | –                        | –                | 0,1 %            |
| Bündnis C            | –                        | –                | 0,1 %            |
| TIERSCHUTZ hier!     | –                        | –                | 0,4 %            |
| dieBasis             | Susanne Kreft            | 2,8 %            | 1,9 %            |
| DiB                  | –                        | –                | 0,0 %            |
| FPA                  | –                        | –                | 0,0 %            |
| ÖDP                  | –                        | –                | 0,1 %            |
| Die Humanisten       | –                        | –                | 0,1 %            |
| Gesundheitsforschung | –                        | –                | 0,2 %            |
| Team Todenhöfer      | –                        | –                | 0,2 %            |
| UNABHÄNGIGE          | –                        | –                | 0,2 %            |
| Wahlberechtigte      | 36.222 Einwohner         | 36.222 Einwohner | 36.222 Einwohner |
| Wahlbeteiligung      | 66,9 %                   | 66,9 %           | 66,9 %           |

## Wahl 2016
Bei der Landtagswahl in Mecklenburg-Vorpommern 2016 gab es in diesem Wahlkreis folgendes Ergebnis:
| Partei           | Direktkandidat  | Erststimmen | Zweitstimmen |
| ---------------- | --------------- | ----------- | ------------ |
| SPD              | Ralf Mucha      | 33, 5 %     | 32,4 %       |
| CDU              | Chris Günther   | 15,8 %      | 14,6 %       |
| LINKE            | Hikmat Al-Sabty | 16,2 %      | 16,3 %       |
| GRÜNE            | Isabelle Pejic  | 4,2 %       | 4,2 %        |
| NPD              | –               | –           | 2,6 %        |
| FDP              | Denys Matthies  | 3,1 %       | 2,7 %        |
| PIRATEN          | –               | –           | 0,5 %        |
| FAMILIE          | –               | –           | 1,0 %        |
| FREIE WÄHLER     | Ingrid Köpke    | 2,2 %       | 0,6 %        |
| Die PARTEI       | –               | –           | 0,7 %        |
| Die Achtsamen    | –               | –           | 0,1 %        |
| ALFA             | –               | –           | 0,3 %        |
| AfD              | Torsten Preuß   | 22,8 %      | 21,4 %       |
| Bündnis C        | –               | –           | 0,0 %        |
| DKP              | –               | –           | 0,2 %        |
| Freier Horizont  | Dietmar Vogel   |             | 1,0 %        |
| Tierschutzpartei | –               | –           | 1,2 %        |
| Wahlberechtigte  | 36.640          | 36.640      | 36.640       |
| Wahlbeteiligung  | 58,2 %          | 58,2 %      | 58,2 %       |

## Wahl 2011
Bei der Landtagswahl in Mecklenburg-Vorpommern 2011 gab es folgende Ergebnisse:
| Partei          | Direktkandidat    | Erststimmen     | Zweitstimmen    |
| --------------- | ----------------- | --------------- | --------------- |
| SPD             | Ralf Mucha        | 34,4 %          | 34,9 %          |
| LINKE           | Carsten Penzlin   | 26,0 %          | 24,5 %          |
| CDU             | Nicole von Leesen | 17,6 %          | 15,9 %          |
| GRÜNE           | Ursula Karlowski  | 9,2 %           | 9,7 %           |
| NPD             | David Petereit    | 5,4 %           | 5,6 %           |
| FAMILIE         | Arne Gericke      | 3,8 %           | 2,7 %           |
| FDP             | Torsten Gebert    | 2,1 %           | 2,3 %           |
| PIRATEN         |                   |                 | 2,3 %           |
| FREIE WÄHLER    | Jochen Hoffmann   | 1,5 %           | 1,0 %           |
| Die PARTEI      |                   |                 | 0,3 %           |
| AB              |                   |                 | 0,2 %           |
| APD             |                   |                 | 0,2 %           |
| AUF             |                   |                 | 0,1 %           |
| REP             |                   |                 | 0,1 %           |
| PBC             |                   |                 | 0,1 %           |
| ödp             |                   |                 | 0,1 %           |
| Wahlberechtigte | 36905 Einwohner   | 36905 Einwohner | 36905 Einwohner |
| Wahlbeteiligung | 47,1 %            | 47,1 %          | 47,1 %          |

## Wahl 2006
Bei der Landtagswahl in Mecklenburg-Vorpommern 2006 gab es folgende Ergebnisse:
| Partei          | Direktkandidat        | Erststimmen     | Zweitstimmen    |
| --------------- | --------------------- | --------------- | --------------- |
| SPD             | Reinhard Dankert      | 33,2 %          | 31,8 %          |
| CDU             | Marita Deutsch        | 22,7 %          | 21,8 %          |
| PDS             | Annegrit Koburger-Ari | 20,5 %          | 21,8 %          |
| FDP             | Thomas Asendorf       | 7,3 %           | 8,9 %           |
| NPD             | Birger Lüssow         | 6,2 %           | 6,6 %           |
| GRÜNE           | Susan Schulz          | 3,5 %           | 3,5 %           |
| GRAUE           | Frank Hacker          | 1,9 %           | 1,5 %           |
| Bündnis für M-V | Detlev Harms          | 2,9 %           | 1,3 %           |
| FAMILIE         |                       |                 | 1,1 %           |
| WASG            | Heike Hörig           | 1,2 %           | 0,8 %           |
| Deutschland     | Angelika Gronow       | 0,6 %           | 0,3 %           |
| AGFG            |                       |                 | 0,2 %           |
| PBC             |                       |                 | 0,2 %           |
| AB              |                       |                 | 0,1 %           |
| APD             |                       |                 | 0,1 %           |
| Offensive D     |                       |                 | 0,0 %           |
| Wahlberechtigte | 36124 Einwohner       | 36124 Einwohner | 36124 Einwohner |
| Wahlbeteiligung | 55,4 %                | 55,4 %          | 55,4 %          |

## Wahl 2002
Bei der Landtagswahl in Mecklenburg-Vorpommern 2002 gab es folgende Ergebnisse:
| Partei          | Direktkandidat    | Erststimmen     | Zweitstimmen    |
| --------------- | ----------------- | --------------- | --------------- |
| SPD             | Reinhard Dankert  | 43,0 %          | 45,3 %          |
| CDU             | Reinhardt Thomas  | 24,5 %          | 24,5 %          |
| PDS             | Andreas Engelmann | 20,9 %          | 18,7 %          |
| FDP             | Hans Feine        | 4,1 %           | 4,0 %           |
| GRÜNE           | Michael Kreuzberg | 4,3 %           | 2,8 %           |
| Schill          | Helmut Schmidt    | 2,5 %           | 1,9 %           |
| SPASSPARTEI     |                   |                 | 0,8 %           |
| NPD             |                   |                 | 0,7 %           |
| GRAUE           | Ingrid Köpke      | 0,9 %           | 0,4 %           |
| Bürgerpartei MV |                   |                 | 0,2 %           |
| PBC             |                   |                 | 0,2 %           |
| REP             |                   |                 | 0,1 %           |
| V.P.M.V.        |                   |                 | 0,1 %           |
| SLP             |                   |                 | 0,0 %           |
| Wahlberechtigte | 36536 Einwohner   | 36536 Einwohner | 36536 Einwohner |
| Wahlbeteiligung | 68,8 %            | 68,8 %          | 68,8 %          |

## Wahl 1998
Bei der Landtagswahl in Mecklenburg-Vorpommern 1998 gab es folgende Ergebnisse:
| Partei          | Direktkandidat   | Erststimmen     | Zweitstimmen    |
| --------------- | ---------------- | --------------- | --------------- |
| SPD             | Reinhard Dankert | 38,8 %          | 37,6 %          |
| PDS             |                  | 32,2 %          | 30,0 %          |
| CDU             |                  | 23,0 %          | 22,1 %          |
| GRÜNE           |                  | 2,7 %           | 3,0 %           |
| DVU             |                  |                 | 2,1 %           |
| NPD             |                  |                 | 1,4 %           |
| FDP             |                  | 1,6 %           | 1,4 %           |
| Pro DM          |                  |                 | 1,2 %           |
| GRAUE           |                  | 1,1 %           | 0,4 %           |
| REP             |                  |                 | 0,4 %           |
| AB 2000         |                  | 0,6 %           | 0,3 %           |
| PBC             |                  |                 | 0,1 %           |
| BfB             |                  |                 | 0,1 %           |
| Wahlberechtigte | 42642 Einwohner  | 42642 Einwohner | 42642 Einwohner |
| Wahlbeteiligung | 77,9 %           | 77,9 %          | 77,9 %          |

## Wahl 1994
Bei der Landtagswahl in Mecklenburg-Vorpommern 1994 gab es folgende Ergebnisse:
| Partei          | Direktkandidat   | Erststimmen     | Zweitstimmen    |
| --------------- | ---------------- | --------------- | --------------- |
| SPD             | Reinhard Dankert | 33,5 %          | 34,0 %          |
| PDS             |                  | 30,6 %          | 29,2 %          |
| CDU             |                  | 28,2 %          | 26,3 %          |
| GRÜNE           |                  | 5,6 %           | 5,1 %           |
| FDP             |                  | 2,1 %           | 2,7 %           |
| REP             |                  |                 | 0,8 %           |
| PASS            |                  |                 | 0,5 %           |
| GRAUE           |                  |                 | 0,4 %           |
| NPD             |                  |                 | 0,3 %           |
| BUMV            |                  |                 | 0,2 %           |
| NATURGESETZ     |                  |                 | 0,2 %           |
| PBC             |                  |                 | 0,1 %           |
| NdB             |                  |                 | 0,0 %           |
| Wahlberechtigte | 46711 Einwohner  | 46711 Einwohner | 46711 Einwohner |
| Wahlbeteiligung | 73,3 %           | 73,3 %          | 73,3 %          |

## Wahl 1990
Die Aufteilung der Wahlkreise 1990 ist mit der späteren im Allgemeinen nicht deckungsgleich. Der Rostock I war jedoch mit dem heutigen Rostock I identisch, hatte jedoch die Wahlkreisnummer 13.
Als Direktkandidat wurde Reinhardt Thomas (SPD) gewählt.